# Jakob Frohschammer
Jakob Frohschammer, född 6 januari 1821, död 14 juni 1893, var en tysk filosof.
Frohschammer var ursprungligen präst och docent vid universitetet i München, och kämpade i sina skrifter för den filosofiska läran frihet från teologi och kyrka. Han överflyttades senare som professor till filosofiska fakulteten. I sina främsta arbeten, Das Christentum und die moderne Naturwissenschaft (1868) och Die Phantasie als Grundprincip des Weltprocesses (1877) vände sig Frohschammer å ena sidan mot materialismen, å den andra sidan mot väldes ursprung ur det absoluta förnuftet och sökte uppfatta universum som uttryck för Guds skapande fantasi.